# Bangles (film)
Pour plus de détails, voir Fiche technique et Distribution.
Bangles (en malayalam : ബംഗ്ലെസ്) est un thriller indien de 2013 écrit et réalisé par Suveed Wilson, qui a également composé les chansons.

## Synopsis
Le film raconte l'histoire d'un meurtrier qui laisse quelques bracelets sur les lieux du crime.

## Fiche technique
- Titre : Bangles
- Réalisateur : Suveed Wilson
- Scénario : Suveed Wilson
- Producteur : Dipti Biju Unni
- Distributeur : Citadel Cinema
- Directeur de la photo : Dileep Raman
- Compositeur : Suveed Wilson
- Producteur : Don Max
- Date de sortie : 18 octobre 2013
- Langue : malayalam
- Genre : Thriller
- Durée : 118 minutes

## Distribution
- Ajmal Ameer : Vivek, un cinéaste
- Poonam Kaur (en) : Avanthika
- Archana Kavi (en) : Angel
- Aparna Bajpai (en) : un danseur
- Thilakan : le professeur Vincent Chenna Durai
- Thalaivasal Vijay (en) : D.Y.S.P Salomon
- Joy Mathew (en) : le prêtre